# Funzione razionale
In matematica, una funzione razionale è una funzione esprimibile come rapporto fra polinomi, in modo analogo ad un numero razionale che è un numero esprimibile come rapporto fra interi.

## Definizione

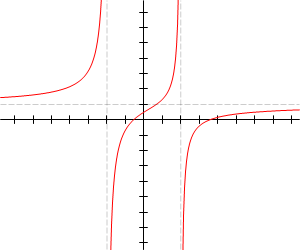
Funzione razionale y = (x²-3x-2)/(x²-4)

Una funzione razionale in una variabile è una funzione del tipo:
{\displaystyle f(x)={\frac {P(x)}{Q(x)}}}
dove {\displaystyle P(x)} e {\displaystyle Q(x)} sono due polinomi. Ad esempio:
{\displaystyle f(x)={\frac {1+x-x^{2}}{1-x^{3}}}}
è una funzione razionale a una variabile.
Una funzione è detta razionale intera quando al secondo membro figura un polinomio. Per ottenere il valore della variabile dipendente {\displaystyle y}, si svolgono operazioni costituite da somme, differenze e prodotti. Alla {\displaystyle x} può quindi essere assegnato qualsiasi valore.
Una funzione è detta razionale fratta quando al secondo membro figura una frazione il cui numeratore e denominatore sono polinomi. In questo caso, per ottenere il valore della variabile dipendente {\displaystyle y}, oltre alle operazioni costituite da somme, differenze e prodotti, occorre eseguire l'operazione di divisione. Alla {\displaystyle x} può quindi essere assegnato qualsiasi valore che non annulli il denominatore.
Una funzione razionale può essere reale o complessa, a seconda che i coefficienti dei polinomi siano numeri reali o complessi. Più in generale, i coefficienti devono essere elementi di un campo {\displaystyle K} (che può essere appunto {\displaystyle \mathbb {R} } oppure {\displaystyle \mathbb {C} }).
Il dominio (anzi, più precisamente l'insieme di definizione) della funzione è l'insieme di tutti i valori {\displaystyle x} di {\displaystyle K} che non sono radici di {\displaystyle Q}. Ovvero, tutti gli {\displaystyle x} tali che il denominatore {\displaystyle Q(x)} è diverso da zero. Infatti solo per questi valori ha senso dividere {\displaystyle P(x)} per {\displaystyle Q(x)}.
Ad esempio, la funzione razionale descritta sopra, se considerata sui numeri reali, è definita su tutto {\displaystyle \mathbb {R} } meno il punto {\displaystyle x=1}. Se considerata sui numeri complessi, è definita su tutto {\displaystyle \mathbb {C} } meno le tre radici cubiche dell'unità
{\displaystyle x_{1}=1\quad x_{2}=e^{2\pi i/3}\quad x_{3}=e^{4\pi i/3}}
Per comodità, nella discussione che segue si suppone che i polinomi {\displaystyle P(x)} e {\displaystyle Q(x)} non abbiano radici in comune.
Una funzione è irrazionale quando la variabile indipendente {\displaystyle x} figura sotto segno di radice:
- se l'indice è pari il radicando deve essere positivo o nullo: il dominio è costituito da tutti i numeri reali diversi da quelli che rendono il radicando negativo;
- se l'indice è dispari il radicando può essere anche negativo: il dominio è costituito dall'insieme dei numeri reali.

L'espressione "funzione razionale" è anche usata per descrivere un rapporto fra polinomi con più variabili, come ad esempio:
{\displaystyle f(x,y)={\frac {1+2x+y^{2}}{y}}}
Come sopra, la funzione è definita su tutti i punti di {\displaystyle K^{n}} (dove {\displaystyle n} è il numero di variabili) per cui il denominatore non si annulla. Tale insieme non è però generalmente un numero finito di punti: si tratta di una più generale varietà affine.

## Asintoti

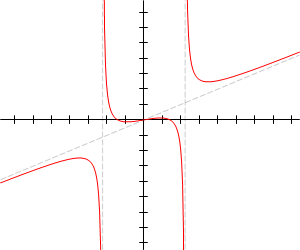
La funzione razionale ha due asintoti verticali ed uno obliquo.

Se considerata sui numeri reali, una funzione razionale può avere asintoti, che possono essere agevolmente individuati nel modo seguente. 
- Asintoti verticali: sono le rette {\displaystyle x=c_{i}}, dove {\displaystyle c_{1},\ldots ,c_{k}} sono le radici del polinomio {\displaystyle Q(x)} a denominatore.

- Asintoti orizzontali: sono presenti se e solo se il grado di {\displaystyle Q(x)} è maggiore o uguale al grado di {\displaystyle P(x)}. Se hanno lo stesso grado l'asintoto orizzontale è la retta {\displaystyle y=k}, dove {\displaystyle k} è uguale al rapporto tra il coefficiente del termine di grado massimo di {\displaystyle P(x)} e il coefficiente del termine di grado massimo di {\displaystyle Q(x)}, altrimenti l'asintoto è la retta {\displaystyle y=0}. Questo è infatti il limite della funzione per {\displaystyle x\to \infty }. Quando il grado di {\displaystyle P(x)} è maggiore del grado di {\displaystyle Q(x)} il limite è infinito.

- Asintoti obliqui: sono presenti se e solo se il grado di {\displaystyle P(x)} è pari a quello di {\displaystyle Q(x)} più uno. Il coefficiente angolare dell'asintoto è pari al rapporto fra i coefficienti dei termini di grado massimo dei due polinomi.

## Poli
Se considerata sui numeri complessi, una funzione razionale presenta un polo su ogni radice di {\displaystyle Q(x)}, di ordine pari all'ordine della radice. Una funzione razionale è quindi una particolare funzione meromorfa {\displaystyle f:{\widehat {\mathbb {C} }}\to {\widehat {\mathbb {C} }}} definita sulla sfera di Riemann {\displaystyle {\widehat {\mathbb {C} }}=\mathbb {C} \cup \{\infty \}}. Tra queste, le trasformazioni di Möbius:
{\displaystyle f(z)={\frac {az+b}{cz+d}}}
giocano un ruolo importante in analisi complessa ed in geometria proiettiva. Sono le uniche funzioni meromorfe che inducono una corrispondenza biunivoca sulla sfera di Riemann.

## Decomposizione in fratti semplici
La decomposizione in fratti semplici di una funzione razionale è la scrittura della frazione tramite un polinomio (che può essere nullo) sommato ad una o più frazioni con un denominatore più semplice. Tale metodo fornisce un algoritmo che consente di valutare le primitive di una funzione razionale.
Per illustrare l'idea del procedimento, sia data una funzione razionale {\displaystyle R(x)=f(x)/g(x)}, in cui {\displaystyle f} e {\displaystyle g} sono polinomi, e si consideri la fattorizzazione {\displaystyle g(x)=g_{1}(x)\cdot g_{2}(x)\cdot \dots } del denominatore. Per ogni fattore che ha la forma {\displaystyle (ax+b)^{n}} si considerano le frazioni {\displaystyle A_{1}/(ax+b)^{1},A_{2}/(ax+b)^{2},\dots ,A_{n}/(ax+b)^{n}}, mentre per ogni fattore che ha la forma {\displaystyle (ax^{2}+bx+c)^{n}} si considerano le frazioni:
{\displaystyle {\frac {A_{1}x+B_{1}}{(ax^{2}+bx+c)^{1}}},{\frac {A_{2}x+B_{2}}{(ax^{2}+bx+c)^{2}}},\dots ,{\frac {A_{n}x+B_{n}}{(ax^{2}+bx+c)^{n}}}}
Si ottiene così la scrittura:
{\displaystyle R(x)={\frac {f(x)}{g(x)}}={\frac {A_{1}}{ax+b}}+\dots +{\frac {A_{2}x+B_{2}}{ax^{2}+bx+c}}+\dots }
e calcolando i coefficienti {\displaystyle A_{i}} e {\displaystyle B_{i}} si trova una decomposizione che consente, analizzandone ogni singolo termine, di integrare la frazione di partenza. Essa conduce quindi {\displaystyle R} ad un'espressione del tipo:
{\displaystyle \sum _{j}{\frac {f_{j}(x)}{g_{j}(x)}}}
dove {\displaystyle f_{j}(x)} e {\displaystyle g_{j}(x)} sono polinomi di grado inferiore rispetto a {\displaystyle f} e {\displaystyle g}.
Se si applica la decomposizione fin dove è possibile si ottiene che il denominatore di ogni termine è una potenza di un polinomio non fattorizzabile e il numeratore è un polinomio di grado inferiore di quello del polinomio non fattorizzabile.